# Shōhei Maru

Shōhei Maru (升平丸) foi o primeiro navio de guerra de estilo ocidental da marinha japonesa após o período isolacionista (Sakoku) . O governo do shogun do Sul na Província de Satsuma, na ilha de Kyushu , ordenou a sua construção em 1852 , como previsto pelo anúncio da missão do Comodoro Matthew Perry em 1853 .
O navio foi encomendado em 1854 e enviado para Edo , em fevereiro de 1855 , antes de ser transferido para o governo do Bakufu em agosto de 1855 .
O Shōhei Maru foi construído com base em plantas dos Países Baixos, alcançado um certo nível de experiência observando os navios estrangeiros em águas japonesas.
O Bakufu utilizou o barco principalmente para o treinamento de marinheiros. Após a Restauração Meiji em 1868 , o Shōhei Maru foi repassado para o novo governo imperial .
Depois disso, o Shōhei Maru foi usado para o transporte de mercadorias para Hokkaido , encalhando depois de uma tempestade em 02 de março de 1870 .
Apesar do Shōhei Maru representar para o Bakufu  um retorno à construção de navios de guerra que poderiam ir para o oceano, depois de dois séculos de proibição, o Japão tinha construído vários navios de estilo ocidental no início do século XVII, como o galeão San Juan Bautista .